# Hrabstwo Schuylkill
Schuylkill – hrabstwo w stanie Pensylwania w USA. Populacja liczy 148289 mieszkańców (stan według spisu z 2010 roku).
Powierzchnia hrabstwa to 2025 km² (w tym 10 km² stanowią wody). Gęstość zaludnienia wynosi 73,5 osoby/km².

## Miejscowości

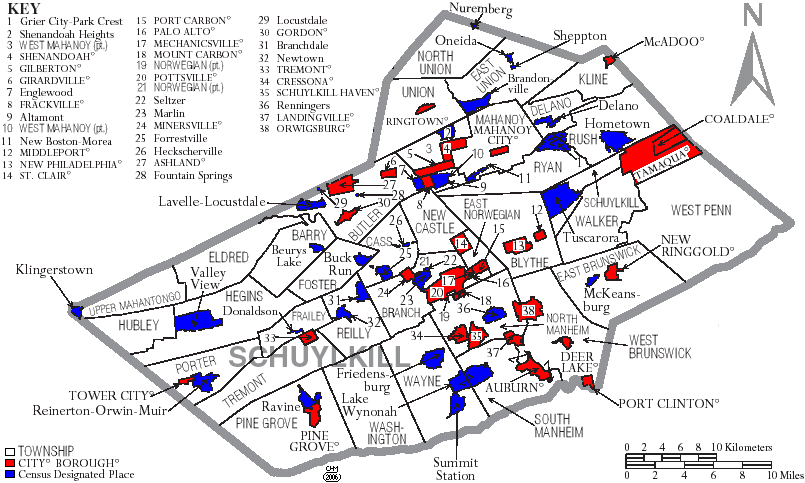
Rozmieszczenie miast i Broughs na mapie hrabstwa

### Miasta
- Pottsville

### Boroughs
| - Ashland - Auburn - Coaldale - Cressona - Deer Lake - Frackville - Gilberton - Girardville - Gordon - Landingville | - Mahanoy City - McAdoo - Mechanicsville - Middleport - Minersville - Mount Carbon - New Philadelphia - New Ringgold - Orwigsburg - Palo Alto | - Pine Grove - Port Carbon - Port Clinton - Ringtown - Schuylkill Haven - Shenandoah - St. Clair - Tamaqua - Tower City - Tremont |